# Wędrzyn (przystanek kolejowy)
Wędrzyn – przystanek kolejowy w Wędrzynie, w województwie lubuskim w Polsce.